# 1628 en science
| Années de la science : 1625 - 1626 - 1627 - 1628 - 1629 - 1630 - 1631    |
| Décennies de la science : 1590 - 1600 - 1610 - 1620 - 1630 - 1640 - 1650 |

Cet article présente les faits marquants de l'année 1628 en science.

## Publications

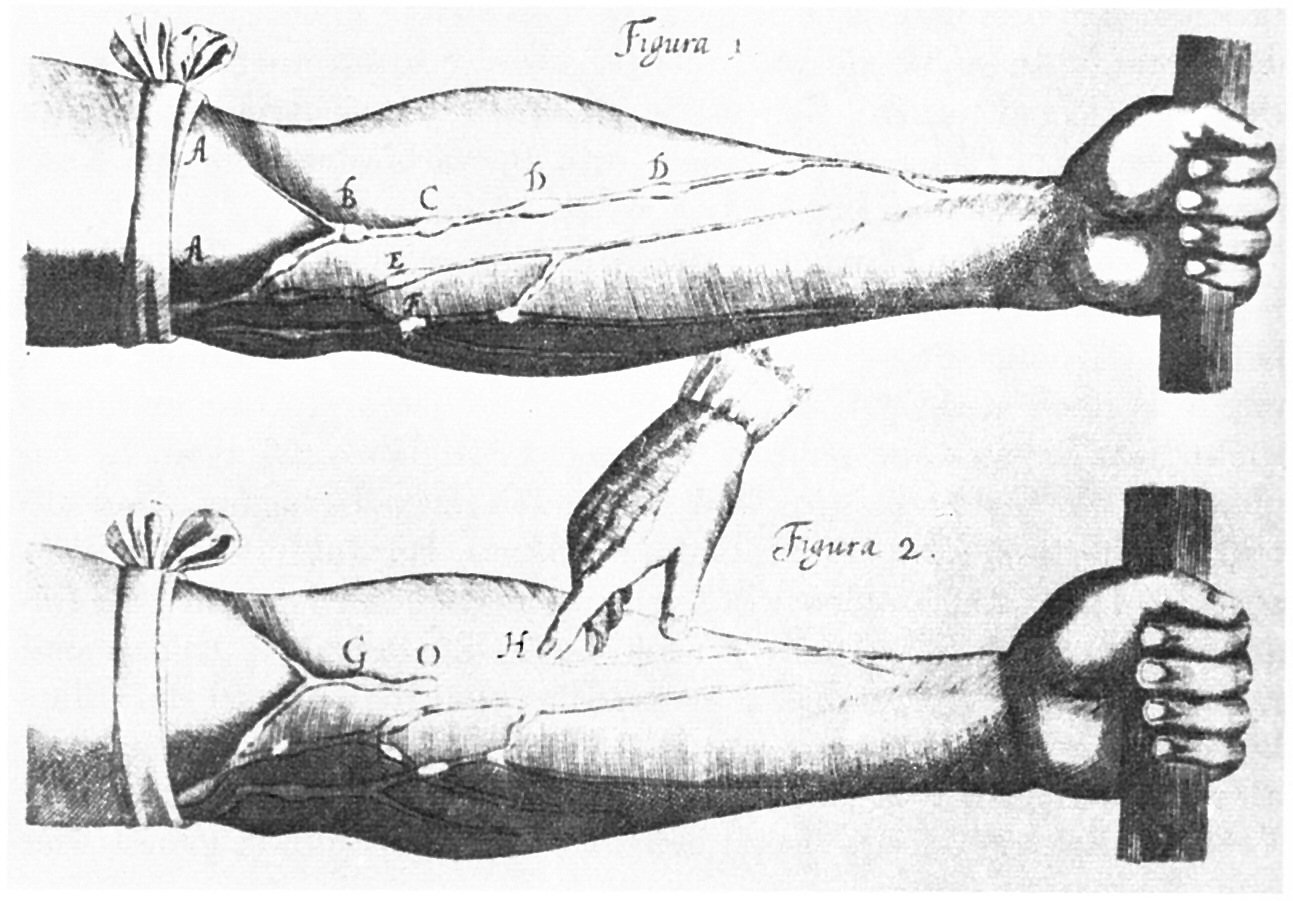
Une expérience de Exercitatio Anatomica de Motu Cordis et Sanguinis in Animalibus de William Harvey.

- Gaspard Bauhin : Theatrum Botanicum, 1628, posthume ;

- Benedetto Castelli : Traité de la mesure des eaux courantes, Rome, 1628 ;
- William Harvey : Exercitatio Anatomica de Motu Cordis et Sanguinis in Animalibus (Étude anatomique du mouvement du cœur et du sang chez les animaux). L'ouvrage contient ses découvertes sur la circulation sanguine ;
- La Brosse : De la nature, vertu et utilité des plantes.
- Samuel Marolois : (fr) œuvres mathématiques  traictant de la Géométrie et Fortification, réduictes in meilleur ordre, et corrigées d'un nombre infiny de fautes ecsulees aux impressions précédentes, Théodore Verbeeck sur Echo, 1628. On y trouve la notation du sinus de E, p.158 et seq) [lire en ligne (page consultée le 15 octobre 2010)].

## Naissances
- 10 mars : Marcello Malpighi (mort en 1694), père de l'anatomie microscopique ou histologie.
- 23 avril : Johann van Waveren Hudde (mort en 1704), mathématicien néerlandais, qui travailla sur la théorie des équations.
- 8 juin[1]  : George Starkey (Eyrénée Philalèthe) (mort en 1665), médecin et alchimiste anglais, probablement l'auteur des traités d'alchimie écrits sous le pseudonyme latin de Eirenaeus Philalethes.

## Décès
- 11 février : Jean Héroard (* 1551), médecin et anatomiste français[2].
- 4 décembre : Thomas Platter dit le Jeune (* 1574), botaniste et médecin suisse.